# Ingolstadt Süd
Ingolstadt Süd  ist mit 27 km² der flächenmäßig zweitgrößte Stadtbezirk in Ingolstadt. Zum 31. Dezember 2013 betrug die Einwohnerzahl 8.345 Personen.
Unterbezirke:
- Zuchering Süd (101)
- Winden (102)
- Hagau (103)
- Stangletten (104)
- Oberbrunnenreuth (105)
- Spitalhof (106)
- Unterbrunnenreuth (107)
- Zuchering Nord (108)